# ビオラ (植物)
ビオラ、ヴィオラ（Viola）とはスミレ科スミレ属のラテン語名である。園芸上はパンジーの小輪多花性種をヴィオラ（ビオラ）と呼んでいる。

## 概要

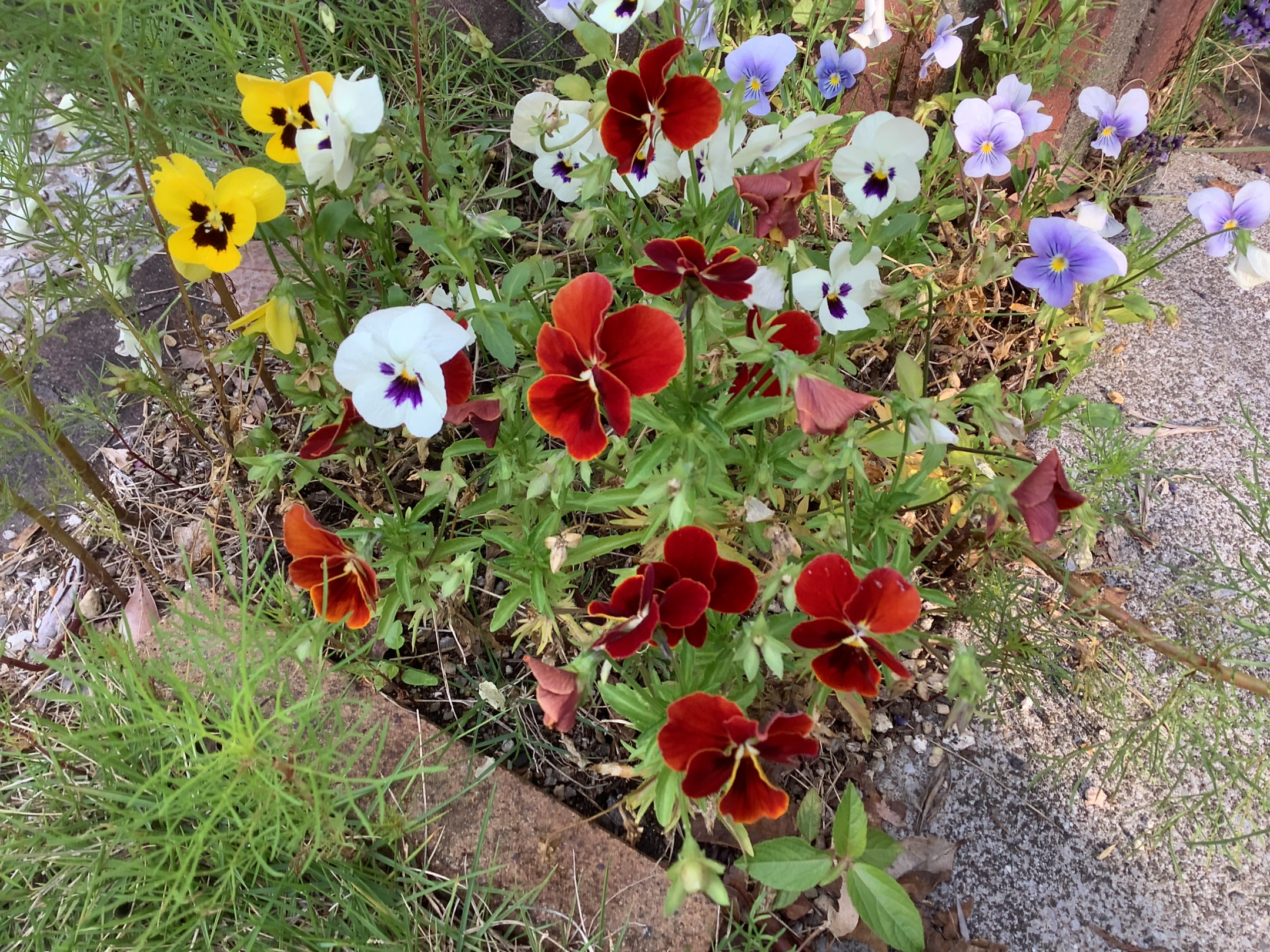
いろいろな色のビオラ

ビオラは園芸によく用いられ、観賞用に販売されている。パンジーとの定義の区別はかなり曖昧であるが、花径5センチメートル以上をパンジー、4センチメートル以下をヴィオラとすることが多い。パンジーに比べて、開花期がやや短い（咲き出しが遅い）が、その分強健で、栽培が容易とされている。品種は、1980年ころまでは、数種に過ぎなかったが、現在はかなりの色合いのものが作出されており、一方、パンジーのほうも強健多花性の種も多く作出されている。現在では見た目が豪華なのがパンジー、かわいらしいのがビオラとする、かなり主観的な分け方になっている。
ビオラという名はイーオーに由来し、ゼウスが雌牛に変えられた彼女に食べさせる為に作られたとされる。
花言葉は誠実。

## 毒性
- 毒成分　ビオリン、サポニン、ビオラルチン、グリコサイド
- 毒部位　種子、根茎
- 毒症状　嘔吐、神経麻痺、心臓麻痺